# Monti Payer
I monti Payer sono un piccolo gruppo montuoso dell'Antartide facente parte della più grande catena montuosa dei monti Hoel, di cui costituisce la metà orientale. Situata nella Terra della Regina Maud e in particolare in corrispondenza della costa della Principessa Astrid, la formazione si trova all'incirca 15 km a ovest dei monti Weyprecht e si estende in direzione nord-sud per circa 37 km.

## Storia
I monti Payer sono stati scoperti e fotografati durante la spedizione Nuova Svevia, 1938-39, comandata dal capitano tedesco Alfred Ritscher, il quale li battezzò così in onore dell'esploratore polare austriaco Julius Payer, il quale nel 1873, assieme a Karl Weyprecht, scoprì la Terra di Francesco Giuseppe.